# Лір (футбольний клуб)
Koninklijke «Лір» (нід. Koninklijke Lyra) — колишній бельгійський футбольний клуб з однойменного міста, що існував у 1909—1972 роках. Домашні матчі приймав на «Лірстадіоні», місткістю 6 000 глядачів.

## Досягнення
- Кубок Бельгії
  - Фіналіст: 1935.